# Michel Arrivé
Michel Arrivé (Neuilly-sur-Seine, 7 de diciembre de 1936-Saint-Cloud, 3 de abril de 2017) fue un novelista, cuentista, lingüista y académico francés. Fue profesor de lingüística y semiótica en la Universidad de París X Nanterre de 1983 a 2006. Fue autor de varias novelas y cuentos.

## Biografía

### Primeros años
Michel Arrivé nació el 7 de diciembre de 1936 en Neuilly-sur-Seine, una comuna cerca de París. Su padre era ingeniero y su madre maestra de escuela. Su padre fue arrestado en 1940 y Arrivé fue criado por su familia extensa durante la guerra.
Arrivé obtuvo su bachillerato a los 16 años. Pasó al Khâgne en el Liceo Louis-le-Grand y obtuvo la agregación a los 21.

### Carrera
Arrivé comenzó su carrera como profesor de secundaria en Évreux y Pontoise. Posteriormente se convirtió en asistente de Frédéric Deloffre en la Universidad de París. Enseñó lingüística en la Universidad de Tours, hasta que se convirtió en profesor de lingüística y semiótica en la Universidad de París X Nanterre en 1983. Se retiró en 2006. Durante el transcurso de su carrera, publicó investigaciones académicas sobre Alfred Jarry, Sigmund Freud, Jacques Lacan y Ferdinand de Saussure.
Arrivé también fue novelista y cuentista en 1977.

### Vida personal
Arrivé se casó a los 19 años y tuvo su primer hijo a los 20. Murió el 3 de abril de 2017 en Saint-Cloud, Isla de Francia, una comuna cerca de París.

## Trabajos seleccionados

### Lingüística
- Arrivé, Michel (1976). Lire Jarry. Brussels: Éditions Complexe. ISBN 9782870270042. OCLC 848501836.
- Arrivé, Michel (1986). Linguistique et psychanalyse : Freud, Saussure, Hjelmslev, Lacan et les autres. Paris: Méridiens/Klincksieck. ISBN 9782865631605. OCLC 642211196.
- Arrivé, Michel (1994). Langage et psychanalyse, linguistique et inconscient. Paris: Presses Universitaires de France. ISBN 9782130464648. OCLC 231640366.
- Arrivé, Michel (2007). À la recherche de Ferdinand de Saussure. Paris: Presses Universitaires de France. ISBN 9782130559702. OCLC 237134934.
- Arrivé, Michel (2008). Du côté de chez Saussure. Limoges: Lambert-Lucas. ISBN 9782915806885. OCLC 602011289.

### Cuentos cortos
- Arrivé, Michel (1989). L'Éphémère ou la mort comme elle va. Paris: Méridiens Klincksieck. ISBN 9782865632237. OCLC 490028123.

### Novelas
- Arrivé, Michel (1977). Les Remembrances du vieillard idiot. Paris: Flammarion. ISBN 9782080640024. OCLC 461828897.
- Arrivé, Michel (1978). La Réduction de peine. Paris: Flammarion. ISBN 9782080641120. OCLC 5241561.
- Arrivé, Michel (1983). L'Horloge sans balancier. Paris: Flammarion. ISBN 9782080645821. OCLC 417154902.
- Arrivé, Michel (2006). Une très vieille petite fille. Seyssel: Editions Champ Vallon. ISBN 9782876734470. OCLC 421526748.
- Arrivé, Michel (2007). La Walkyrie et le professeur. Seyssel: Editions Champ Vallon. ISBN 9782876734685. OCLC 173671452.
- Arrivé, Michel (2010). Un bel immeuble. Seyssel: Editions Champ Vallon. ISBN 9782876735224. OCLC 631751867.
- Arrivé, Michel (2012). L'Homme qui achetait les rêves. Seyssel: Editions Champ Vallon. ISBN 9782876735606.